# Bakov nad Jizerou
Bakov nad Jizerou (niem. Bakow an der Iser) – miasto w Czechach, w kraju środkowoczeskim. Leży w przybliżeniu w połowie drogi między Mladá Boleslav a Mnichovým Hradištěm. W przeszłości słynęło z wyrobów z trzciny, jak pantofle, torby, tropikalne hełmy zwane holubovkami (od nazwiska Emila Holuba), maty i in.
Po raz pierwszy miejscowość była wspomniana w XIV wieku jako wieś z kościołem św. Bartłomieja, należąca do klasztoru cystersów w Mnichovým Hradištu.
W 1497 właściciel Hašek ze Zvířetic uzyskał dla Bakova prawa miejskie i pieczęć. W XVI wieku miasto przechodzi do rąk panów z Vartemberka. W 1590 bracia Hendrych i Zygmunt z Vartemberka nadają miastu prawo warzenia piwa i handlu solą. 17 lat później Jan z Vartemberka potwierdził te prawa i dodał prawo wyszynku wina. W 1622 połowa włości panów z Vartemberka została skonfiskowana za udział w wojnie trzydziestoletniej po stronie protestanckiej (stavovskie powstanie cz. České stavovské povstání). Rok później kupił je Albrecht von Wallenstein, który przekazał je swemu zięciowi Maksymilianowi. Rodzina Wallensteinów władała miastem do 1848. 22 maja 1643 miasto zostało złupione i spalone przez Szwedów. Kolejny raz zostało złupione w 1866.
Według danych z 31 grudnia 2003 powierzchnia miasta wynosiła 2 701 ha, a liczba jego mieszkańców 4 417 osób.

## Demografia
| Rok             | 1970  | 1980  | 1991  | 2001  | 2003  |
| --------------- | ----- | ----- | ----- | ----- | ----- |
| Liczba ludności | 4 792 | 4 601 | 4 369 | 4 544 | 4 417 |

Źródło: Czeski Urząd Statystyczny